# Cửa hàng bánh kẹo

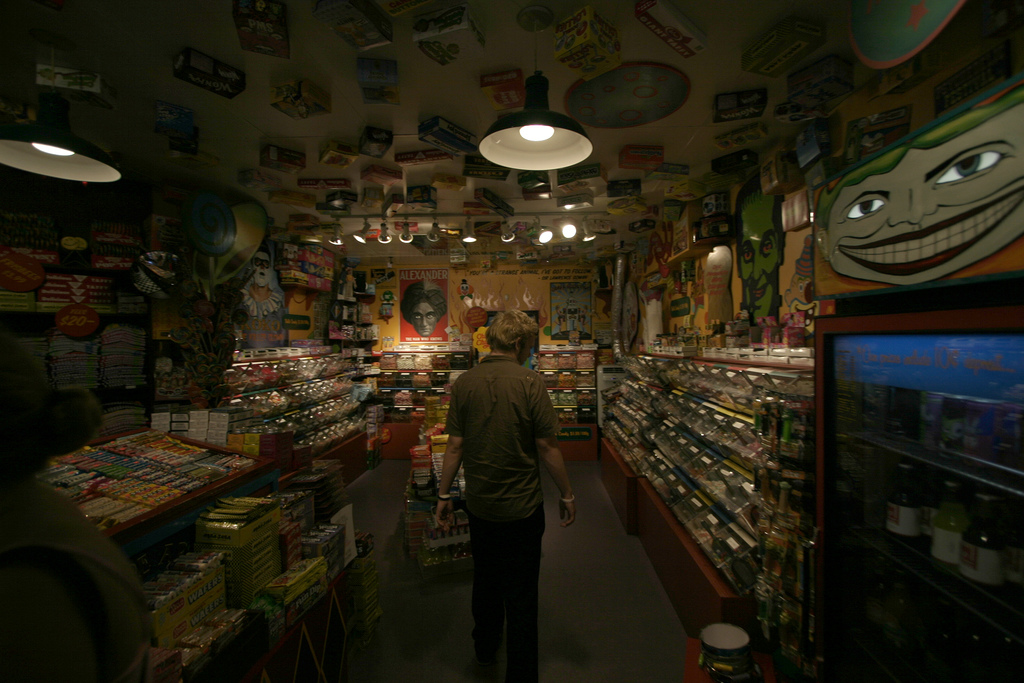
Cửa hàng kẹo Freak lunchbox ở Halifax, Nova Scotia

Một cửa hàng bánh kẹo (thường được gọi là cửa hàng đồ ngọt ở Anh, cửa hàng kẹo ở Bắc Mỹ hoặc cửa hàng lolly  ở Úc) bán bánh kẹo và thị trường dự định thường là trẻ em. Hầu hết các cửa hàng bánh kẹo đều chứa đầy các loại đồ ngọt lớn hơn nhiều so với cửa hàng tạp hóa hoặc cửa hàng tiện lợi có thể chứa. Họ thường cung cấp một lựa chọn các món ăn và đồ ngọt kiểu cũ từ các quốc gia khác nhau. Rất thường không thay đổi trong cách bố trí kể từ khi thành lập, bánh kẹo được biết đến với cảm giác ấm áp và hoài cổ. Ngôi làng của cầu Pateley tuyên bố có cửa hàng bánh kẹo lâu đời nhất ở Anh.

## Lịch sử

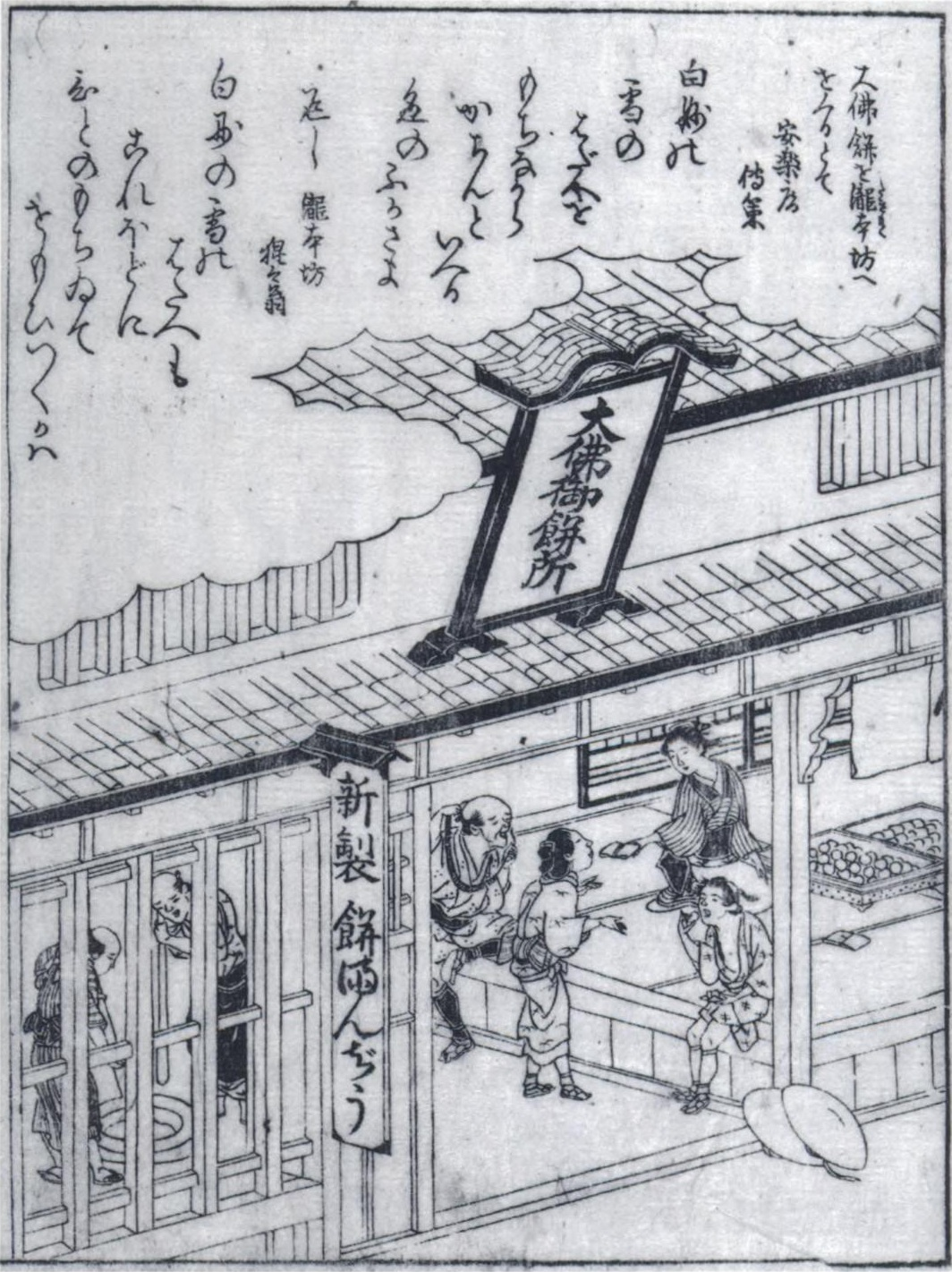
"The Great Buddha Sweet Shop" từ Akizato Rito's Miyako meisho zue (1787)

Miyako meisho zue của Akisato Ritou (Hướng dẫn minh họa về thủ đô) từ năm 1787 mô tả một cửa hàng bánh kẹo nằm gần Đại Phật được dựng bởi Toyotomi Hideyoshi, sau đó là một trong những điểm thu hút khách du lịch quan trọng nhất của Kyoto.
Năm 1917, có 55 cửa hàng bánh kẹo ở Harrisburg, Pennsylvania, nơi có dân số 70.000 người.

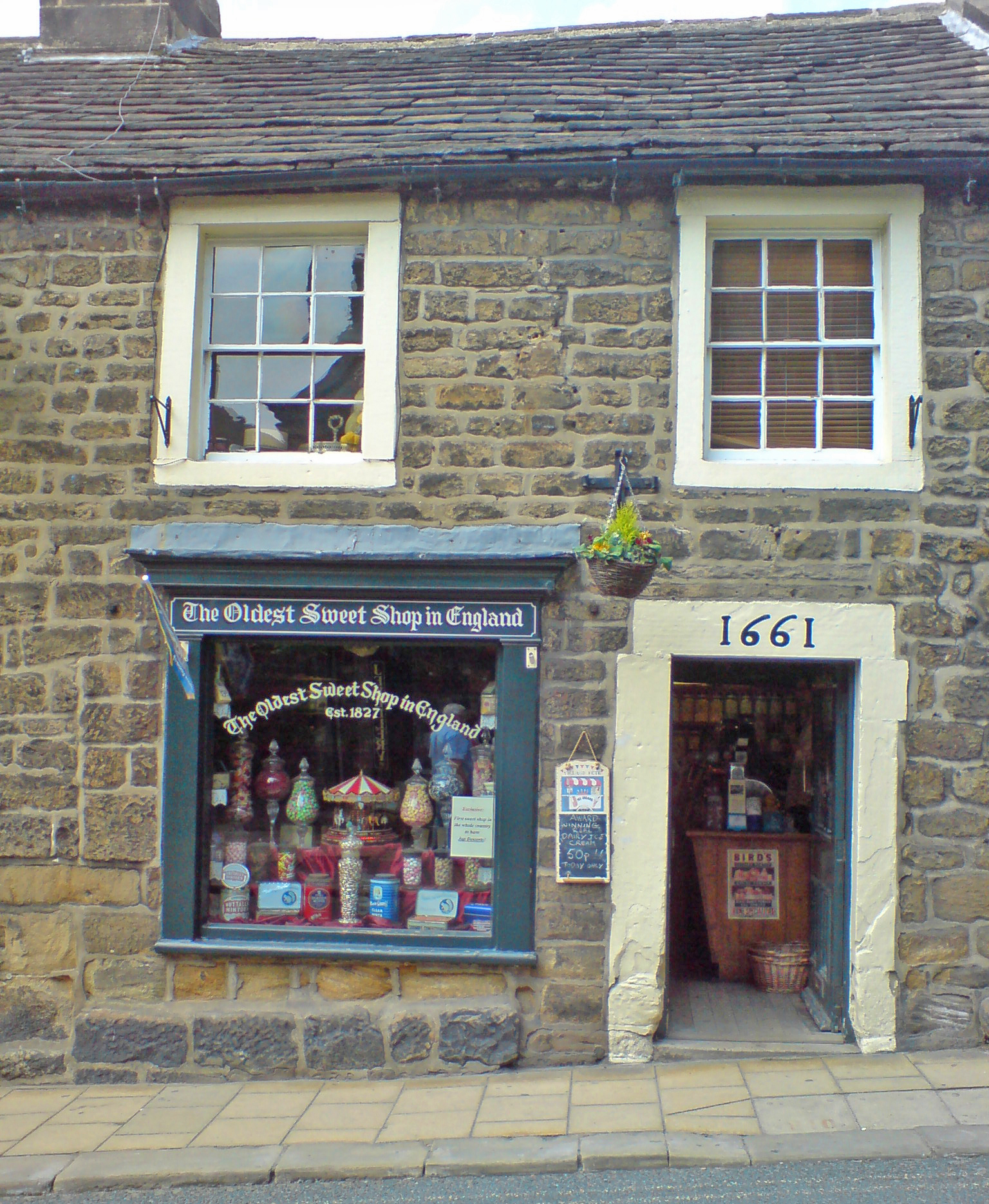
Cửa hàng đồ ngọt lâu đời nhất ở Anh, ở làng Pateley Bridge

## Cửa hàng bánh kẹo hiện đại
Modern confectionery stores and counters
- The store section of Schimpff's Confectionery
- Cửa hàng bánh kẹo ở Buenos Aires, Argentina
- Confectionery store "Okashi-no-Machioka"
- Interior of Stockmann department store in central Helsinki, Finland.
- Confectionery counter in the ground floor food halls of Harrods department store, Knightsbridge, London.
- Indian confectionery store serving Indian sweets in Rajasthan, India.

## Các sản phẩm
Xem danh sách kẹo